# Energie Cottbus
Energie Cottbus is een Duitse voetbalclub uit de Brandenburgse stad Cottbus. Voor de Duitse hereniging speelde de club in de DDR-Oberliga. Na de hereniging moest de club beginnen in de Regionalliga. In 1997 promoveerde de ploeg naar de 2. Bundesliga. Bovendien wist Energie Cottbus in dat jaar de finale van de Duitse beker (DFB-Pokal) te halen. Deze finale werd in het Olympiastadion in Berlijn verloren van VfB Stuttgart. In 2000 promoveerde Energie Cottbus naar de Bundesliga, waaruit de club in 2003 degradeerde.
In het seizoen 2006/2007 promoveerde de club opnieuw naar de hoogste klasse en verbleef er twee seizoenen.
Op tweede pinksterdag 2009 degradeerde Energie Cottbus uit de Bundesliga. Cottbus eindigde in de competitie op de zestiende plek en was door het promotie/degradatieduel tegen FC Nürnberg teruggezet. Hierdoor speelden in het seizoen 2009-2010 geen clubs uit de voormalige DDR meer in de Bundesliga. Dat was voor de tweede keer sinds de hereniging van de Bondsrepubliek Duitsland (BRD) en de DDR. Eerder gebeurde dat in de voetbaljaargang 2005-2006.
In het seizoen 2013/2014 degradeerde Cottbus naar de 3. Liga. Na een plaats in de middenmoot in 2015 degradeerde de club het volgende seizoen. Na een tweede plaats in 2017, werd de club in 2018 kampioen van de Regionalliga Nordost.
Het seizoen 2018/2019 werd afgesloten met 45 punten en de 17e plek in de 3. Liga. Het doelsaldo bleek 1 doelpunt minder te zijn dan dat van Eintracht Braunschweig, waartegen men op de laatste speeldag 1-1 speelde, degradatie was daarom een feit. Hierdoor komt Cottbus vanaf het seizoen 2019/2020 uit in de Regionalliga Nordost.

## Eindklasseringen vanaf 1964 (grafiek)
- 1964 3e
DDR-Liga
- 1965 2e
DDR-Liga
- 1966 3e
DDR-Liga
- 1967 3e
DDR-Liga
- 1968 2e
DDR-Liga
- 1969 5e
DDR-Liga
- 1970 4e
DDR-Liga
- 1971 4e
DDR-Liga
- 1972 3e
DDR-Liga
- 1973 2e
DDR-Liga
- 1974 14e
DDR-Oberliga
- 1975 1e
DDR-Liga
- 1976 14e
DDR-Oberliga
- 1977 5e
DDR-Liga
- 1978 2e
DDR-Liga
- 1979 1e
DDR-Liga
- 1980 1e
DDR-Liga
- 1981 1e
DDR-Liga
- 1982 13e
DDR-Oberliga
- 1983 3e
DDR-Liga
- 1984 4e
DDR-Liga
- 1985 4e
DDR-Liga
- 1986 2e
DDR-Liga
- 1987 13e
DDR-Oberliga
- 1988 1e
DDR-Liga
- 1989 10e
DDR-Oberliga
- 1990 7e
DDR-Oberliga
- 1991 13e
DDR-Oberliga
- 1992 3e
Oberliga
- 1993 3e
Oberliga
- 1994 2e
Oberliga
- 1995 7e
Regionalliga
- 1996 3e
Regionalliga
- 1997 1e
Regionalliga
- 1998 8e
2. Bundesliga
- 1999 11e
2. Bundesliga
- 2000 3e
2. Bundesliga
- 2001 14e
Bundesliga
- 2002 13e
Bundesliga
- 2003 18e
Bundesliga
- 2004 4e
2. Bundesliga
- 2005 11e
2. Bundesliga
- 2006 3e
2. Bundesliga
- 2007 13e
Bundesliga
- 2008 14e
Bundesliga
- 2009 16e
Bundesliga
- 2010 9e
2. Bundesliga
- 2011 6e
2. Bundesliga
- 2012 14e
2. Bundesliga
- 2013 8e
2. Bundesliga
- 2014 18e
2. Bundesliga
- 2015 7e
3. Liga
- 2016 19e
3. Liga
- 2017 2e
Regionalliga
- 2018 1e
Regionalliga
- 2019 17e
3. Liga
- 2020 3e
Regionalliga
- 2021 9e
Regionalliga
- 2022 3e
Regionalliga
- 2023 1e
Regionalliga
- 2024 1e
Regionalliga
- 2025 4e
3. Liga

- Niveau 1 (DDR)
- Niveau 2 (DDR)
- Niveau 1
- Niveau 2
- Niveau 3
- Niveau 4

| Legenda niveautijdlijn | Legenda niveautijdlijn      | Legenda niveautijdlijn      | Legenda niveautijdlijn      | Legenda niveautijdlijn    | Legenda niveautijdlijn |
| Liga                   | Seizoen 1963/64 t/m 1973/74 | Seizoen 1974/75 t/m 1993/94 | Seizoen 1994/95 t/m 2007/08 | Seizoen 2008/09 tot heden | Opmerking              |
| ---------------------- | --------------------------- | --------------------------- | --------------------------- | ------------------------- | ---------------------- |
| Bundesliga             | Niveau I                    | Niveau I                    | Niveau I                    | Niveau I                  |                        |
| 2. Bundesliga          | --                          | Niveau II                   | Niveau II                   | Niveau II                 |                        |
| 3. Liga                | --                          | --                          | --                          | Niveau III                |                        |
| Regionalliga           | Niveau II                   | --                          | Niveau III                  | Niveau IV                 |                        |
| Oberliga               | --                          | Niveau III *                | Niveau IV                   | Niveau V                  | * vanaf 1978/79        |

## Seizoensresultaten vanaf 1964
| Seizoen             | Competitie             | Niveau | Eindstand | Pokal        | Opmerking |
| ------------------- | ---------------------- | ------ | --------- | ------------ | --- |
| SC Cottbus          |                        |        |           |              | |
| 1963/64             | DDR-Liga Groep Noord   | II     | 3         | 1e ronde     | < BSG Motor Görlitz: 2-3 |
| 1964/65             | DDR-Liga Groep Noord   | II     | 2         | 2e ronde     | < SC Neubrandenburg: 0-2 |
| BSG Energie Cottbus |                        |        |           |              | |
| 1965/66             | DDR-Liga Groep Noord   | II     | 3         | 2e ronde     | < SC Motor Jena: 0-2 |
| 1966/67             | DDR-Liga Groep Noord   | II     | 3         | 2e ronde     | < 1. FC Lokomotive Leipzig: 0-1 |
| 1967/68             | DDR-Liga Groep Noord   | II     | 2         | 8e finale    | < 1. FC Union Berlin: 1-1 n.v. / 0-1                                                                                                |
| 1968/69             | DDR-Liga Groep Noord   | II     | 5         | 1e ronde     | < BSG Motor Babelsberg: 1-2 |
| 1969/70             | DDR-Liga Groep Noord   | II     | 4         | 8e finale    | < 1. FC Lokomotive Leipzig: 0-5; 2e in promotieserie; Liga-topscorer: Peter Effenberger (21)                                        |
| 1970/71             | DDR-Liga Groep Noord   | II     | 4         | tussenronde  | < Stahl Eisenhüttenstadt: 1-3 |
| 1971/72             | DDR-Liga Groep B       | II     | 3         | tussenronde  | < BSG Chemie Glauchau: 2-3 n.v. |
| 1972/73             | DDR-Liga Groep B       | II     | 2         | 1e ronde     | < BSG Chemie Buna Schkopau: 1-2; 2e in promotieserie; Liga-topscorer: Peter Effenberger (16)                                        |
| 1973/74             | DDR-Oberliga           | I      | 14        | halve finale | < FC Carl Zeiss Jena: 1-1 / 1-7 |
| 1974/75             | DDR-Liga Groep D       | II     | 1         | 2e ronde     | < Dynamo Dresden: 1-2 n.v.; 2e in promotieserie; Ligatopscorer: Erhard Gröger (13)                                                  |
| 1975/76             | DDR-Oberliga           | I      | 14        | 8e finale    | < 1. FC Magdeburg: 0-3 / 0-3 |
| 1976/77             | DDR-Liga Groep D       | II     | 5         | tussenronde  | < BSG Stahl Hennigsdorf: 1-2; Ligatopscorer: Erhard Gröger (15)                                                                     |
| 1977/78             | DDR-Liga Groep D       | II     | 2         | 8e finale    | < FC Vorwärts Frankfurt/Oder: 2-1 / 0-4                                                                                             |
| 1978/79             | DDR-Liga Groep D       | II     | 1         | kwartfinale  | < Dynamo Dresden: 1-4 / 0-2; 4e plaats promotieserie; Liga-topscorer: Peter Zierau (17)                                             |
| 1979/80             | DDR-Liga Groep D       | II     | 1         | 2e ronde     | < Hansa Rostock: 1-4; 3e plaats promotieserie; Liga-topscorer: Peter Zierau (19)                                                    |
| 1980/81             | DDR-Liga Groep D       | II     | 1         | 1e ronde     | < BSG Chemie PCK Schwedt II: 3-4 n.v.; 1e in promotieserie                                                                          |
| 1981/82             | DDR-Oberliga           | I      | 13        | halve finale | < Dynamo Dresden: 1-4 |
| 1982/83             | DDR-Liga Groep B       | II     | 3         | 2e ronde     | < BSG Motor West Karl-Marx-Stadt: 2-4                                                                                               |
| 1983/84             | DDR-Liga Groep B       | II     | 4         | 1e ronde     | < BSG Fortschritt Wittstock: 0-1 |
| 1984/85             | DDR-Liga Groep A       | II     | 4         | 1e ronde     | < Fortschritt Weida: 1-2 |
| 1985/86             | DDR-Liga Groep A       | II     | 2         | 2e ronde     | < Rot-Weiß Erfurt: 0-5; kampioen BFC Dynamo II mag niet promoveren                                                                  |
| 1986/87             | DDR-Oberliga           | I      | 13        | 1e ronde     | < BSG Chemie Ilmenau: 1-3 |
| 1987/88             | DDR-Liga Groep A       | II     | 1         | 8e finale    | < Hansa Rostock: 2-3; Liga-topscorer: Detlef Irrgang (25)                                                                           |
| 1988/89             | DDR-Oberliga           | I      | 10        | 8e finale    | < BSG Wismut Aue: 0-3 |
| 1989/90             | DDR-Oberliga           | I      | 7         | 1e ronde     | < BSG Wismut Gera: 0-4 |
| 1990/91             | DDR-Oberliga           | I      | 13        | 2e ronde     | < Chemnitzer FC: 0-2 |
| Energie Cottbus     |                        |        |           |              | |
| 1991/92             | Oberliga Nordost#Mitte | III    | 3         | --           | |
| 1992/93             | Oberliga Nordost#Mitte | III    | 3         | --           | |
| 1993/94             | Oberliga Nordost#Mitte | III    | 2         | --           | 3e in promotieserie met FSV Zwickau en BSV Brandenburg                                                                              |
| 1994/95             | Regionalliga Nordost   | III    | 7         | --           | winnaar Landespokal > FV Motor Eberswalde: 2-1                                                                                      |
| 1995/96             | Regionalliga Nordost   | III    | 3         | 1e ronde     | < SV Meppen: 1-2; winnaar Landespokal > Frankfurter FC Viktoria: 1-0                                                                |
| 1996/97             | Regionalliga Nordost   | III    | 1         | finale       | < VfB Stuttgart: 0-2; promotieplay-off > Hannover 96: 0-0 / 3-1; winnaar Landespokal > Eisenhüttenstädter FC Stahl II: 6-1          |
| 1997/98             | 2. Bundesliga          | II     | 4         | 2e ronde     | < SV Waldhof Mannheim: 3-4; winnaar Landespokal > Eisenhüttenstädter FC Stahl: 2-1                                                  |
| 1998/99             | 2. Bundesliga          | II     | 11        | 2e ronde     | < Borussia Mönchengladbach: 2-4 |
| 1999/00             | 2. Bundesliga          | II     | 3         | 8e finale    | < SC Freiburg: 0-2 |
| 2000/01             | Bundesliga             | I      | 14        | 2e ronde     | < SSV Ulm 1846: 0-2 |
| 2001/02             | Bundesliga             | I      | 13        | 1e ronde     | < KFC Uerdingen 05: 0-1 |
| 2002/03             | Bundesliga             | I      | 18        | 1e ronde     | < 1. FC Kaiserslautern: 0-1 |
| 2003/04             | 2. Bundesliga          | II     | 4         | 1e ronde     | < VfL Wolfsburg II: 0-2 |
| 2004/05             | 2. Bundesliga          | II     | 11        | 2e ronde     | < Hannover 96: 2-2 (4-5 n.s.) |
| 2005/06             | 2. Bundesliga          | II     | 3         | 2e ronde     | < DSC Arminia Bielefeld: 1-2 |
| 2006/07             | Bundesliga             | I      | 13        | 1e ronde     | < Rot-Weiss Essen: 0-1 |
| 2007/08             | Bundesliga             | I      | 14        | 1e ronde     | < Rot-Weiss Essen: 2-2 (5-6 n.s.)                                                                                                   |
| 2008/09             | Bundesliga             | I      | 16        | 8e finale    | > Bayer 04 Leverkusen: 1-3; pd-wedstrijden > 1. FC Nürnberg: 0-3 / 0-2                                                              |
| 2009/10             | 2. Bundesliga          | II     | 9         | 2e ronde     | < TuS Koblenz: 2-2 (2-4 n.s.) |
| 2010/11             | 2. Bundesliga          | II     | 6         | halve finale | < MSV Duisburg: 1-2; Ligatopscorer: Nils Petersen (25).                                                                             |
| 2011/12             | 2. Bundesliga          | II     | 14        | 1e ronde     | < Holstein Kiel: 0-3 |
| 2012/13             | 2. Bundesliga          | II     | 8         | 1e ronde     | < SV Sandhausen: 0-3 |
| 2013/14             | 2. Bundesliga          | II     | 18        | 2e ronde     | < TSG 1899 Hoffenheim: 0-3 n.v. |
| 2014/15             | 3. Liga                | III    | 7         | 1e ronde     | < Hamburger SV: 2-2 (1-4 n.s.); winnaar Landespokal > FSV Union Fürstenwalde: 3-2                                                   |
| 2015/16             | 3. Liga                | III    | 19        | 1e ronde     | < 1. FSV Mainz 05: 0-3 |
| 2016/17             | Regionalliga Nordost   | IV     | 2         | --           | winnaar Landespokal > FSV 63 Luckenwalde: 2-0                                                                                       |
| 2017/18             | Regionalliga Nordost   | IV     | 1         | 1e ronde     | < VfB Stuttgart: 2-2 (3-4 n.s.); promotie play-off > SC Weiche Flensburg 08: 3-2 / 0-0; winnaar Landespokal > SV Babelsberg 03: 1-0 |
| 2018/19             | 3. Liga                | III    | 17        | 1e ronde     | < SC Freiburg: 2-2 (3-5 n.s.); winnaar Landespokal > FSV Optik Rathenow: 1-0                                                        |
| 2019/20             | Regionalliga Nordost   | IV     | 3         | 1e ronde     | < FC Bayern München: 1-3; competitie afgebroken i.v.m. coronapandemie                                                               |
| 2020/21             | Regionalliga Nordost   | IV     | 9         | --           | competitie afgebroken i.v.m. coronapandemie                                                                                         |
| 2021/22             | Regionalliga Nordost   | IV     | 3         | --           | |
| 2022/23             | Regionalliga Nordost   | IV     | 1         | 1e ronde     | < Werder Bremen: 1-2; promotie play-off > SpVgg Unterhaching: 1-2/0-2; winnaar Landespokal > FSV 63 Luckenwalde: 4-1                |
| 2023/24             | Regionalliga Nordost   | IV     | 1         | 1e ronde     | < SC Paderborn 07: 0-7; winnaar Landespokal > SV Babelsberg 03: 3-1                                                                 |
| 2024/25             | 3. Liga                | III    | 4         | 1e ronde     | < Werder Bremen: 1-3 |
| 2025/26             | 3. Liga                | III    | .         |              | |

## Bekende (ex-)spelers
- Ovidiu Burcă
- Ferenc Horvath
- Andrzej Juskowiak
- Marc-André Kruska
- Charly Musonda
- Tomislav Piplica
- Jonny Rödlund
- Ervin Skela
- Dennis Sørensen